# QSK

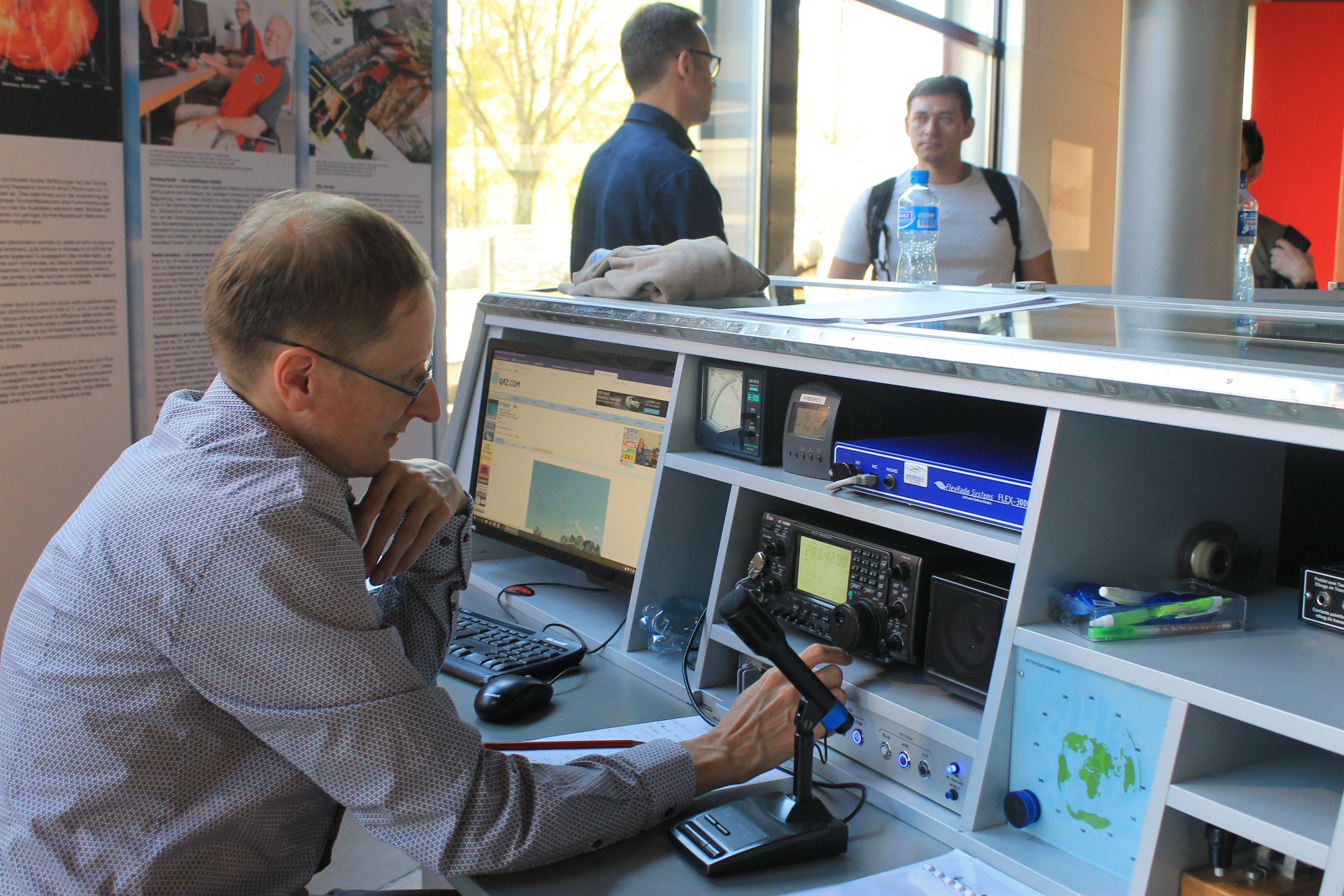
Funker an der Kurzwellenstation HB9O im Verkehrshaus der Schweiz in Luzern. Er scannt die Frequenzen nach interessanten allgemeinen Anrufen. Die Morsetaste befindet sich links und unterhalb des Funkgerätes.

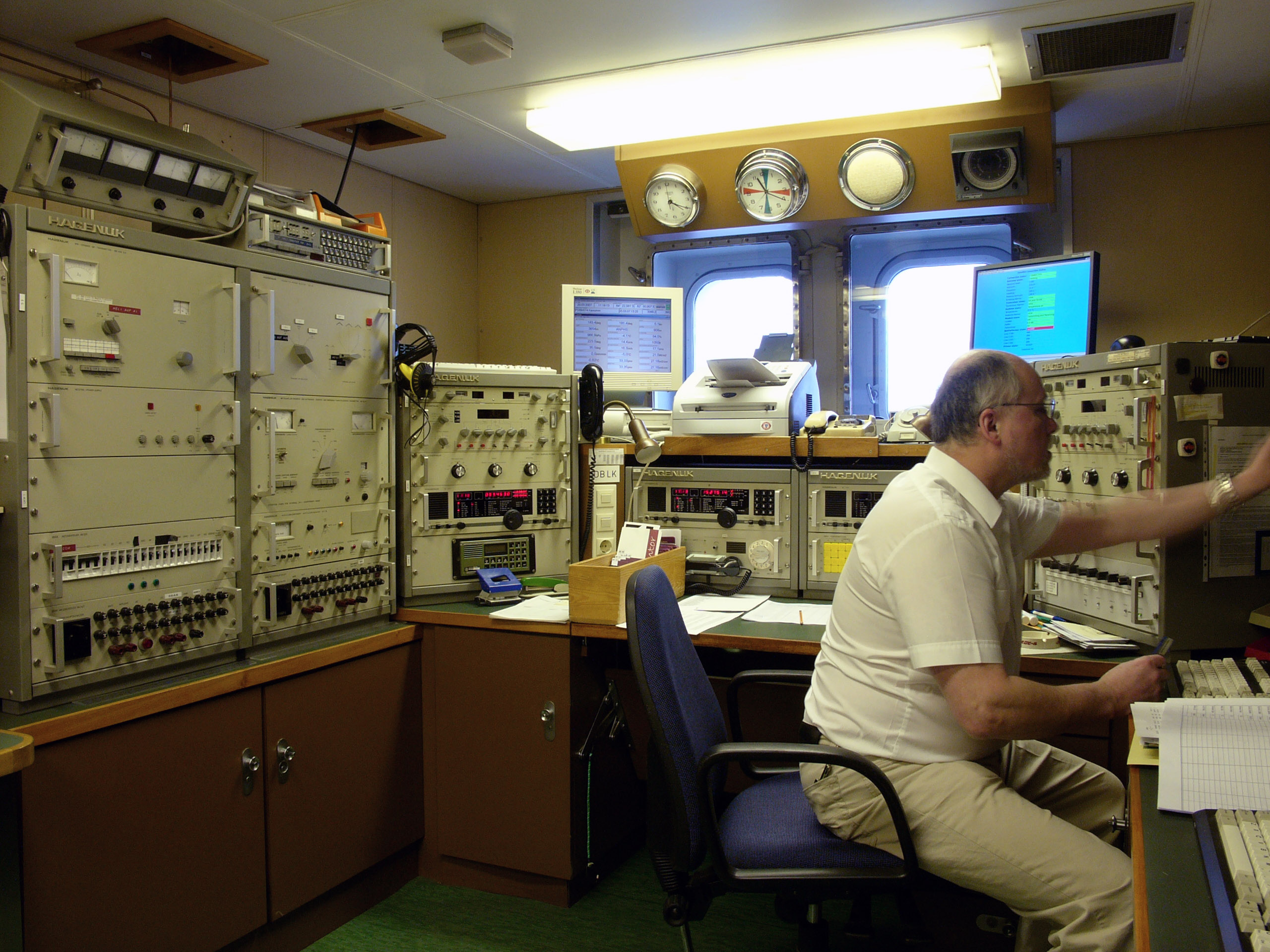
Seefunkstelle mit Kurzwellenfunkgeräten auf dem deutschen Forschungsschiff Polarstern. Telegraphiefunk wurde vor vielen Jahren abgeschafft.

QSK ist eine Codegruppe des Q-Schlüssels, die heute noch im Amateurfunkdienst, insbesondere bei Verwendung von Morsezeichen benutzt wird. Sie bedeutet als Aussage: „Ich kann Sie zwischen meinen Zeichen hören; Sie dürfen mich während meiner Übermittlung unterbrechen“ beziehungsweise als Frage: „Können Sie mich zwischen Ihren Zeichen hören? Wenn ja, darf ich Sie unterbrechen?“
Als QSK wird auch ein Betriebsmodus im Kurzwellenfunkbereich genannt. Ein Funkgerät muss schnell zwischen Sende- und Empfangsmodus umschalten können, z. B. bei ARQ-Betriebsarten oder damit ein Funker zwischen seinen Telegraphieaussendungen hören kann. Im Prinzip muss die Morsetaste das Funkgerät und besonders die Endstufe direkt steuern können. Viele moderne Funkgeräte sind für einen solchen Operationsmodus nicht ausgelegt. Sie werden primär im Sprechfunk eingesetzt, wo kurze Umschaltzeiten zwischen Sendung und Empfang keine Rolle spielen. Die QSK-Fähigkeit eines Kurzwellenfunkgerätes ist damit ein Zeichen für seine Güte. Bestehende Funkgeräte und Endstufen können mit Hilfe von Zusatzeinrichtungen für den QSK-Betrieb umgebaut werden. Sie werden „QSK Amplifier Controller“ genannt. Um eine laufende Aussendung von Telegraphiezeichen zu unterbrechen, hat sich eine Routine herausgebildet. Der empfangende Funker sendet mit seiner Morsetaste einen Strich. Kann die sendende Funkstelle dieses Signal zwischen der Aussendung aufnehmen, unterbricht sie diese und sendet anstelle ein „k“ im Morsealphabet „-.-“. Jetzt kann der Empfänger bequem eine Verbindung mit der sendenden Funkstelle aufbauen.
Da die Morsetelegraphie und auch der Kurzwellenfunk in den letzten 50 Jahren massiv an Bedeutung verloren hat, wird der QSK-Betrieb eigentlich nur noch von Funkamateuren durchgeführt. Im Amateurfunkbereich wird Telegraphie auch CW von „Continous Wave“ genannt. Ein Funkamateur sucht sich eine freie Frequenz in einem der vielen Amateurfunkbänder und startet einen allgemeinen Anruf. Eine thailändische Funkstation würde beispielsweise eine Telegraphieverbindung mit „CQ CQ CQ de HS1ABC HS1ABC HS1ABC“ starten. Dieser Anruf wird mehrmals wiederholt, da andere Funkteilnehmer von der Frequenz nichts wissen und es Zeit benötigt, einen allgemeinen Anruf als solchen zu erkennen. Sie hören einfach das Kurzwellenband nach Signalen ab, indem sie mit der Hand oder aber auch mithilfe eines Computerprogrammes das Frequenzband nach Aussendungen durchsuchen. Finden sie eine interessante Aussendung, versuchen sie mit der anderen Funkstation (im Beispiel die thailändische Funkstation) in Kontakt zu treten. Natürlich können sie auf das Ende des allgemeinen Anrufs warten, oder aber mit einem Strich dazwischenfunken. Bemerkt der thailändische Funker, dass er gerufen wird, bricht er seinen eigenen Anruf ab und sendet anstelle ein „k“. Jetzt kann z. B. die Funkstation im Verkehrsmuseum Luzern HB9O die Thaifunkstelle mit „HS1ABC de HB9O“ rufen.
Im Sprechfunk wird ein Unterbrechen einer Funkverbindung nicht QSK genannt. Man bezeichnet eine solche Funkverbindung als Gegensprechen oder Fullduplex. Dabei kommen getrennte Empfänger und Sender mit zwei getrennten Frequenzen zum Einsatz. Ein Frequenzpaar besteht aus einer Sende- und Empfangsfrequenz. Meist hört eine Leitstelle auf einer der beiden Frequenzen und sendet auf der anderen. Alle anderen Funkstellen hören auf der Sendefrequenz der Leitstelle und senden auf der Empfangsfrequenz der Leitstelle. Besonders bei Behörden waren solche Funkverkehrskreise weit verbreitet. Theoretisch ist dieses Verfahren nicht nur mit Sprechfunk, sondern auch im Telegraphiefunk möglich, wird aber nicht als QSK bezeichnet. Auch darf man QSK nicht mit Split-Mode verwechseln. Hier sendet eine Funkstation auf einer bestimmten Frequenz, hört aber nicht auf derselben Frequenz, sondern meistens ein paar Kilohertz daneben. Besonders wenn sich viele Funkstationen für den allgemeinen Anruf einer Station interessieren, kommt dieses Verfahren zum Einsatz. QSK benötigt nur eine Frequenz, Split-Betrieb und Full-Duplex benötigen mindestens zwei Frequenzen.
In der Vergangenheit wurde QSK im Seefunkbetrieb eingesetzt. Da die Signalstärken auf Kurzwelle stark schwankten, waren Weitverbindungen alles andere als zuverlässig. Eine Küstenfunkstelle sendete einen allgemeinen Anruf als Schleife auf mehreren Frequenzbändern aus. Der Funker auf dem Schiff hatte die Möglichkeit, die beste Frequenz, also die Frequenz mit dem lautesten Signal, zu finden. War diese gefunden, unterbrach er die Küstenfunkstelle mit QSK. Amateurfunk unterscheidet sich fundamental vom Seefunk. Im Seefunk war es wichtig, eine stabile Verbindung zu einer Küstenfunkstelle zu halten. Deshalb war es fundamental, die Ausbreitungsbedingungen auf Kurzwelle einschätzen zu können. CQ- und VVV-Schleifen in der Morsetelegraphie halfen dabei. Heutzutage wird mit Selektivruf gearbeitet. QSK ist nicht mehr nötig. Besonders da Automatic Link Establishment (kurz ALE) immer mehr Verwendung findet.